# Genista maderensis
Espèce
Statut de conservation UICN

LC : Préoccupation mineure
Genista maderensis est une espèce d'arbustes florifères de la famille des Fabaceae.

## Description
Genista maderensis est un arbuste pouvant atteindre 6 à 7 m de hauteur, mais qui restera en culture limité à 1 ou 2 m. Il développe de nombreuses branches dressées, qui donnent un port hérissé à l’arbuste lorsqu’il est taillé chaque année. Ses branches denses portent des feuilles divisées en trois folioles ovales, persistantes ou semi-persistantes. Feuillage et jeunes rameaux sont vert frais pour l’abondante floraison en avril-mai. Chaque branche de l’année se termine en un long épi de fleurs jaune vif, assez grandes. Typique des fabacées, ses fleurs sont mellifères. Elles produisent de petites gousses comprimées contenant quelques graines.

## Répartition
Genista maderensis est une espèce endémique de Madère. Il croît à l’intérieur des terres, entre 100 et 1 500 m d’altitude, dans la forêt de lauriers. Il se trouve fragilisé dans son milieu, comme beaucoup d’espèces insulaires.

## Genista maderensiset l'Homme
Genista maderensis peut-être cultivé comme espèce ornementale. C’est un arbuste qui se maintient en grosse potée, à protéger du gel. Il s'adapte bien en culture extérieure en climat méditerranéen ou océanique doux.

## Systématique
Le nom correct complet (avec auteur) de ce taxon est Genista maderensis (Webb & Berthel.) Lowe.
Cette espèce porte le nom vernaculaire de Genêt de Madère[réf. souhaitée].
L'espèce a été initialement classée dans le genre Teline sous le basionyme Teline maderensis Webb & Berthel..
Genista maderensis a pour synonymes :
- Cytisus maderensis (Webb & Berthel.) Masf.
- Teline maderensis Webb & Berthel.